# Łomnica (Wałbrzych)
Pour les articles homonymes, voir Łomnica.
Łomnica est une localité polonaise de la gmina de Głuszyca, située dans le powiat de Wałbrzych en voïvodie de Basse-Silésie.